# Göteborg
Göteborg je drugi po veličini grad u Švedskoj. Nalazi se na zapadnoj obali, u županiji Västra Götaland. Broj stanovnika iznosi oko 485 000 (2005.) u samome gradu, te oko 879 000 u metropolitanskom području. S gotovo 50 000 studenta, Göteborg je najveći sveučilišni grad u Skandinaviji.
Gradom protječe rijeka Göta Älv koja se u samome gradu ulijeva u Kattegat. Göta älv dijeli grad na dva dijela; južni, koji se nalazi na kopnu, te sjeverni, smješten na otoku Hisingen. Ušće rijeke pogodno je za luku koja je danas jedna od najvećih u nordijskim zemljama.

## Povijest
Područje današnjeg Göteborga naseljeno je već nekoliko tisuća godina. Pored današnjeg naselja Sandarna, pronađeni su ostaci naselja još iz kamenog doba.
Još od prve polovine 13. stoljeća, južna obala nedaleko ušća Göta Älva bila je dio švedskog teritorija, dok je Halland južnije bio dio Danske, dok je Bohuslän na sjeveru bio norveški, tako da su Šveđani imali koridor širine oko 15 km prema moru. Preko luka i Göta Älva, Švedska je imala izravan kontakt s morem na zapadu, prvenstveno preko Lödösea, 50 km uzvodno na ušću Ljudaåna.
Još u 13. stoljeću sagrađena je utvrda Älvsborg na samom ušću rijeke Göta Älv, da bi se taj dio osigurao kao švedski teritorij. Počinje se i s osnivanjem naselja 5 km od mora, koje je bilo na području današnjeg Gamlestadena (hrv. Starog grada). Grad se trebao zvati Götaholm ali pod pritiskom Lödöseskih trgovaca koji su htjeli zadržati već etablirano ime, naziva se Nya Lödöse. Već 1493. Nya Lödöse je po značaju bio četvrti grad u Švedskoj.
Mjesto na kojem je današnji Göteborg, povijesno se zvalo "Gullbergs ängar" nazvano po brdu Gullberg, gdje je jarl Birger kampirao sa svojom vojskom 1253., putujući za Norvešku na pregovore s norveškim kraljem Haakonom o zajedničkom ratu protiv Danske. Gustav Vasa pokušava nagovoriti stanovništvo u prvoj polovini 16. stoljeća da iz Nylösea presele u Älvsborg, ali ga oni mole za preseljenje na Gullberg.
Ivan III. izdaje 17. kolovoza 1572. naredbu Ludvigu von Hoffwenu da napravi plan za osnivanjem četvrstastog naselja na Gullbergu, koje bi bilo otprilike iste veličine kao Kalmar. Ipak, to se nije dogodilo jer su neki stanovnici Göteborga učestvovali u zavjeri protiv kralja Ivana III., tako da nije došlo do gradnje grada pod imenom "Gullberg" (ili "Gullborg"?).

### Osnivanje Göteborga
Prvi grad na uviranju Göta älva, koji je službeno dobio naziv Göteborg, bio je kada Karlo IX. odlučuje da se grad sagradi na Hisingenu, nasuprot Älvsborga. Ovlasti za gradnju grada date su 1603. godine i s gradnjom se započinje, međutim Danci spaljuju temeljno cijeli grad 1611. tako da se prvi put tijekom 20. stoljeća pronalaze ostaci gradskih ruševina.
Početkom 17. stoljeća raste švedski interes za utvrđenim gradom nedaleko ušća Göta älva, što rezultira osnivanjem grada Göteborga 1621., po naređenju osnivača grada Gustava II. Adolfa. Nizozemci su pridonijeli sa svojim znanjem izgradnji grada. Kada se grad 1621. osnovao pripadao je pokrajini Älvsborg län, a tek 1680. dolazi do osnivanja pokrajina Göteborg i Bohusläna. 
Sredinom 17. stoljeća ruši se Älvsborgska utvrda a izgrađuje se Nya Älvsborg, što pojačava obrambenu sigurnost grada. Pravi procvat Göteborg doživljava od sredine 18. pa do početka 19 stoljeća, između ostalog i zbog osnivanja Istočnoindijske kompanije i povoljnog položaja tijekom Napoleonskih ratova. Obrambeni zidovi su smetali širenju grada i gradonačelnik grada Johan Fredrik Carpelan donosi 1807. godine odluku o rušenju zidova.
Göteborg počinje rasti kao industrijski i trgovački grad krajem 19. stoljeća a u 20. stoljeću postaje jedan od središta brodogradnje.
Za vrijeme velikog vala emigracije iz Švedske prema Sjevernoj Americi, krajem 19. i početkom 20. stoljeća, najčešća ruta korištena u emigraciji bila je upravo preko Göteborga.
Postgatan (hrv. Poštanska ulica) (prije Sillgatan), bila je mjesto okupljanja svih emigranata koji su dolazili u Göteborg. Veliki broj njih nastavljao je put parobrodom iz Göteborga prema Hullu. Poslije toga su se ukrcavali na vlak i preko Engleske stizali do Liverpoola, odakle su nastavljali putovanje prema New Yorku. Jedan dio göteborgske luke se i danas zove Amerikakajen (hrv. Američki kej).
Tijekom druge polovine 19. stoljeća u gradu se razvija tekstilna industrija, da bi kasnije preovladala teška industrija i tada nastaju švedska svjetski poznata poduzeća poput SKFa i Volva. Vremenom teška industrija gubi na snazi, dok su trgovina i školstvo u porastu. Veliki inozemni lanci osnivaju predstavništva u Göteborgu zbog dobrog položaja grada, a i cijene koje su niže nego u Mälardalenu.

## Stanovništvo
Göteborg je relativno mlad grad, osnovan početkom 16. stoljeća i dugo vremena je bio treći po veličini švedski grad. Poslije osvajanja Skånea i Blekingea, Karlskrona se smatra najvažnijijim lučkim gradom kraljevine. Osnivanjem Istočnoindijske kompanije (šved. Ostindiska kompaniet) kao i s povećanim morskim prometom u Baltičkom moru Göteborg postaje grad broj dva u Švedskoj krajem 17. stoljeća. Grad je dosta manji od Kopenhagena, ali u usporedbi skandinavskih gradova ne zaostaje puno iza Osla i Helsinkija.
Početkom 2007. Göteborg je imao 133 876 stanovnika s inozemnim podrijetlom, koji su sami ili čiji su roditelji rođeni izvan Švedske.
Četiri godine ranije broj stranaca u gradu je bio 121 458. Prvi put u svojoj povijesti broj stanovnika Göteborga prelazi granicu od 500 000 stanovnika u studenom 2008. Povećanje broja stanovnika objašnjava se doseljavanjem 3 400 stanovnika u trećem kvartalu 2008. više nego cijele 2007.
30. prosinca 2008. broj stanovnika u gradu je bio 500 154 stanovnika od kojih su 252 537 žena i 247 617 muškaraca. Broj stanovnika grada koji su rođeni izvan granica Švedske je 105 00 a oni dolaze većinom iz Irana, Iraka i Finske. Računa se da će populacija grada rasti s 4 500 stanovnika godišnje.
Između 2008. i 2009. broj stanovnika u metropolitanskom području povećao se za 11 300 osoba, tako da se računa, ako se nastavi s ovim rastom, Göteborg će imati više od milijun stanovnika 2017. godine.
| Mjesec           | Prosjek 1931. – 1960. | Mjesec 1961. – 1990. | 1996. | 2000. | 2003. |
| ---------------- | --------------------- | -------------------- | ----- | ----- | ----- |
| Siječanj         | -1,8                  | -1,6                 | -2,5  | 2,3   | -1,0  |
| Veljača          | -2,0                  | -1,6                 | -4,1  | 2,9   | -1,8  |
| Ožujak           | 0,7                   | 1,2                  | 0,5   | 3,4   | 2,5   |
| Travanj          | 5,4                   | 5,2                  | 6,8   | 7,9   | 6,7   |
| Svibanj          | 11,0                  | 10,9                 | 8,9   | 14,0  | 11,3  |
| Lipanj           | 14,8                  | 14,9                 | 14,4  | 14,4  | 16,2  |
| Srpanj           | 17,0                  | 16,2                 | 15,5  | 16,1  | 18,8  |
| Kolovoz          | 16,3                  | 15,6                 | 18,7  | 15,9  | 17,7  |
| Rujan            | 12,5                  | 12,2                 | 11,0  | 12,6  | 14,1  |
| Listopad         | 8,0                   | 8,5                  | 9,9   | 11,3  | 6,1   |
| Studeni          | 3,9                   | 3,7                  | 4,8   | 7,6   | 5,7   |
| Prosinac         | 1,1                   | 0,3                  | -1,7  | 3,5   | 3,6   |
| Godišnji prosjek | 7,2                   | 7,1                  | 6,8   | 9,4   | 8,3   |

| Mjesec   | Siječanj | Veljača | Ožujak | Travanj | Svibanj | Lipanj | Srpanj | Kolovoz | Rujan | Listopad | Studeni | Prosinac | Godišnje ekstremne temperature |
| -------- | -------- | ------- | ------ | ------- | ------- | ------ | ------ | ------- | ----- | -------- | ------- | -------- | ------------------------------ |
| Maksimum | 9,8      | 9,9     | 18,2   | 28,3    | 29,8    | 33,6   | 33,0   | 34,1    | 28,5  | 21,0     | 13,4    | 10,6     | 34,1                           |
| Minimum  | -25,9    | -26,4   | -19,0  | -10,0   | -4,3    | 1,3    | 5,9    | 2,3     | -2,7  | -7,2     | -15,7   | -21,9    | -26,4                          |

| Mjesec                | Siječanj | Veljača | Ožujak | Travanj | Svibanj | Lipanj | Srpanj | Kolovoz | Rujan | Listopad | Studeni | Prosinac | Godišnje oborine |
| --------------------- | -------- | ------- | ------ | ------- | ------- | ------ | ------ | ------- | ----- | -------- | ------- | -------- | ---------------- |
| Prosjek 1931. – 1960. | 57       | 35      | 29     | 40      | 35      | 57     | 78     | 85      | 78    | 69       | 66      | 63       | 692              |
| Prosjek 1961. – 1990. | 62       | 41      | 50     | 42      | 51      | 61     | 77     | 68      | 81    | 84       | 84      | 75       | 776              |
| 2003.                 | 82       | 40      | 35     | 77      | 91      | 80     | 101    | 86      | 32    | 112      | 84      | 89       | 909              |

| - Danska, Aarhus - Norveška, Bergen - Finska, Turku - Francuska, Lyon - Kina, Šangaj - SAD, Chicago - Južnoafrička Republika, Nelson Mandela Bay | - Njemačka, Kiel - Poljska, Kraków - Njemačka, Rostock - Rusija, Sankt-Peterburg - Estonija, Tallinn - Kina, Xī'ān |

| Gradovi u Švedskoj | Gradovi u Švedskoj |
| --- | ------------------ |
| |                    |
| Borås • Borlänge • Eskilstuna • Falun • Gävle • Göteborg • Halmstad • Helsingborg • Jönköping • Kalmar • Karlstad • Linköping • Luleå • Lund • Malmö • Norrköping • Örebro • Östersund • Skövde • Södertälje • Stockholm • Sundsvall • Täby • Trollhättan • Tumba • Umeå • Upplands Väsby • Uppsala • Västerås • Växjö |                    |

| Gradovi u Švedskoj | Gradovi u Švedskoj |
| --- | ------------------ |
| |                    |
| Borås • Borlänge • Eskilstuna • Falun • Gävle • Göteborg • Halmstad • Helsingborg • Jönköping • Kalmar • Karlstad • Linköping • Luleå • Lund • Malmö • Norrköping • Örebro • Östersund • Skövde • Södertälje • Stockholm • Sundsvall • Täby • Trollhättan • Tumba • Umeå • Upplands Väsby • Uppsala • Västerås • Växjö |                    |